# Hôtel de ville de Naantali
L’hôtel de ville de Naantali (finnois : Naantalin kaupungintalo) est un hôtel de ville situé dans le quartier Kantakaupunki à Naantali en Finlande.

## Architecture
L'hôtel de ville de Naantali est le bâtiment central administratif de la ville de Naantali, situé dans le quartier de Kantakaupunki en bordure du marché, à l'extrémité de la rue Puistotie venant de l'église de Naantali.
La mairie conçue par les architectes Ilkka Svärd et Pia Sopanen a été mise en service en juillet 1993.
En 1989-1990, la ville de Naantali a organisé un concours d'architeccte pour un nouvel hôtel de ville.
À l'été 1990, le concours a été remporté par la proposition d'Ilkka Svärd intitulée Kellopeli Appelsiini,.
La construction de l'édifice par l'entreprise Hartela s'est achevée en juillet 1993 pour le 550ème anniversaire de Naantali.
L'hôtel de ville a été inauguré par le ministre de l'Intérieur, Mauri Pekkarinen.
Les façades du bâtiment sont en pierre noires.
Après l'achèvement du nouvel hôtel de ville, la bibliothèque principale de la bibliothèque municipale de Naantali s'est installée au deuxième étage.

## Galerie

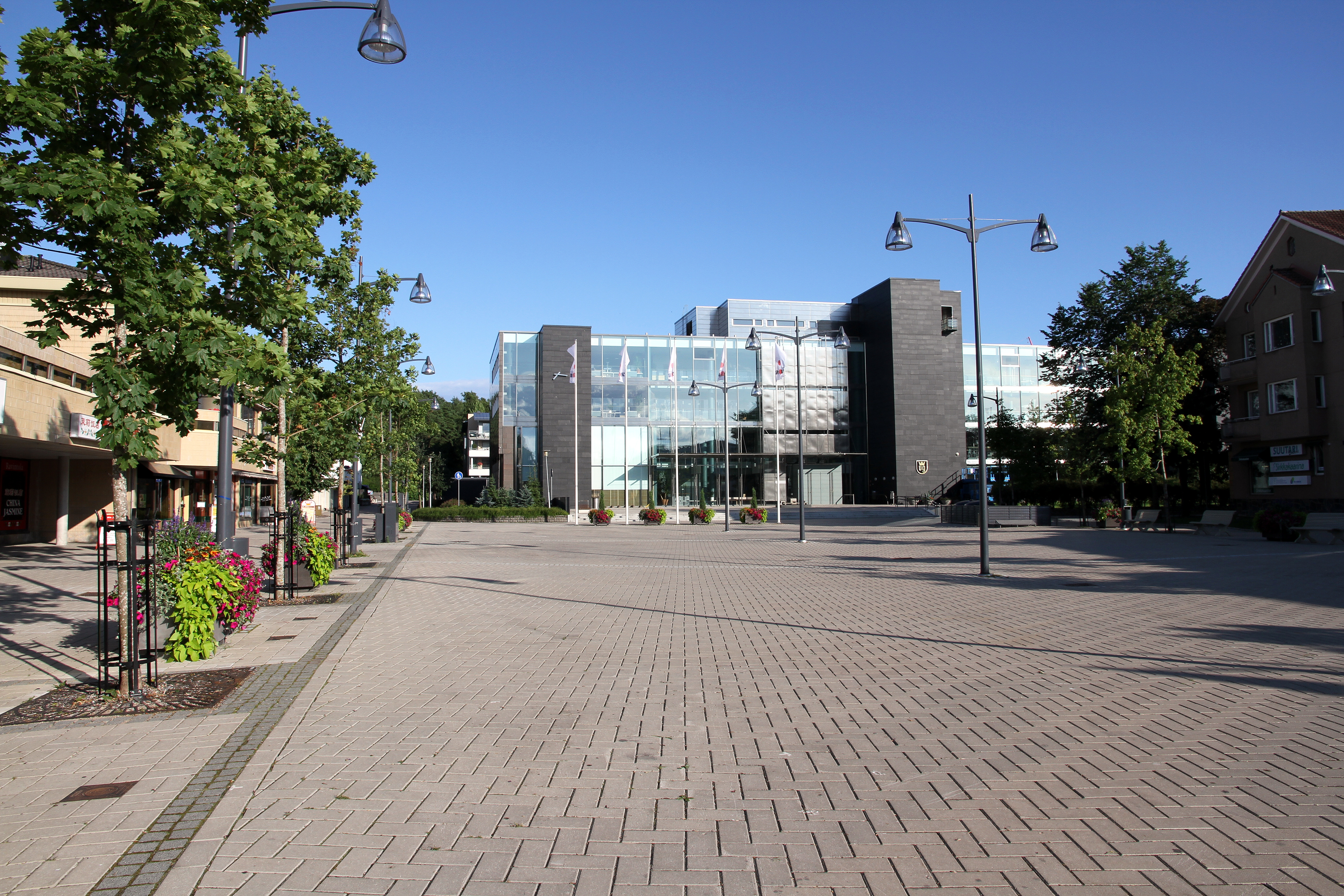
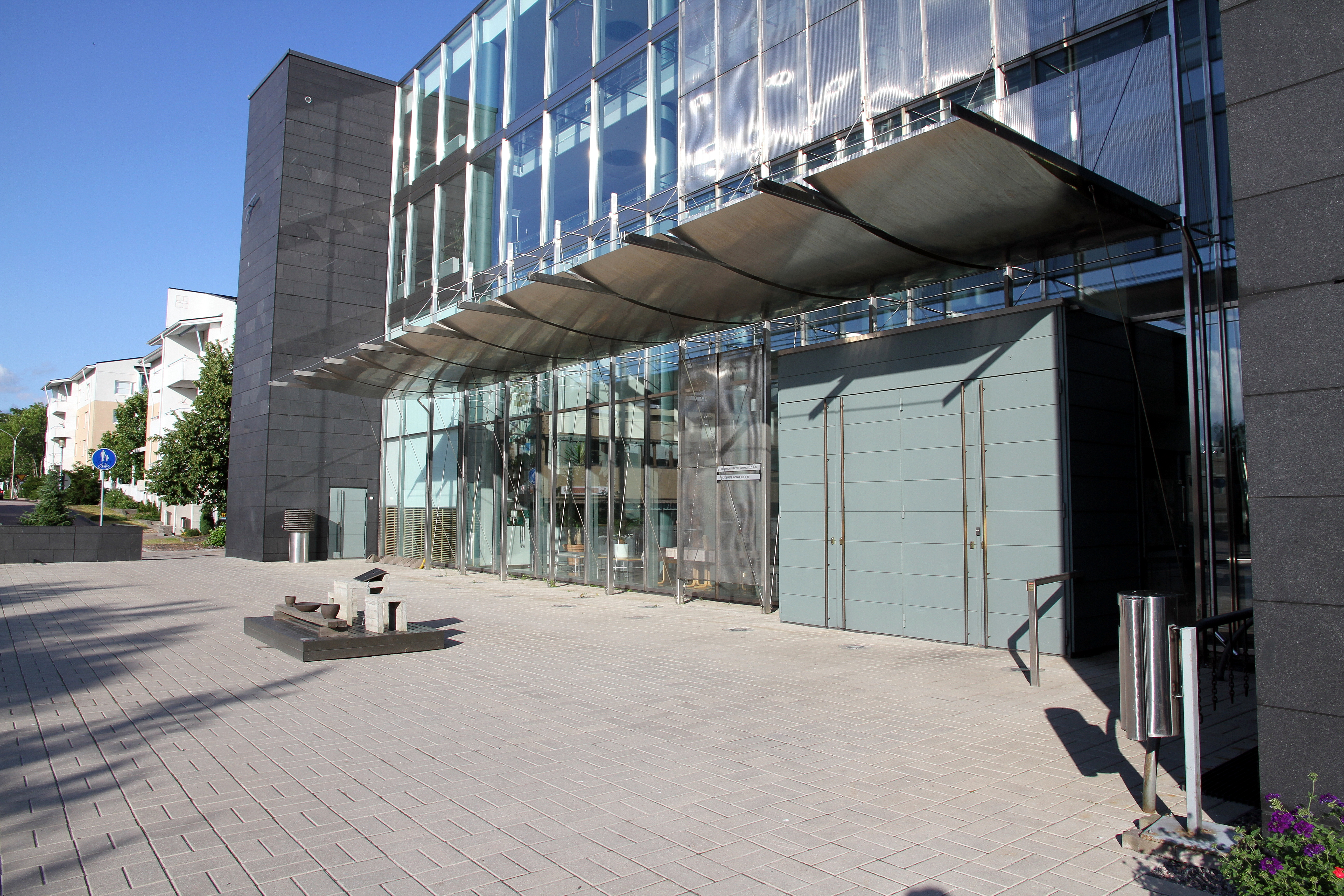
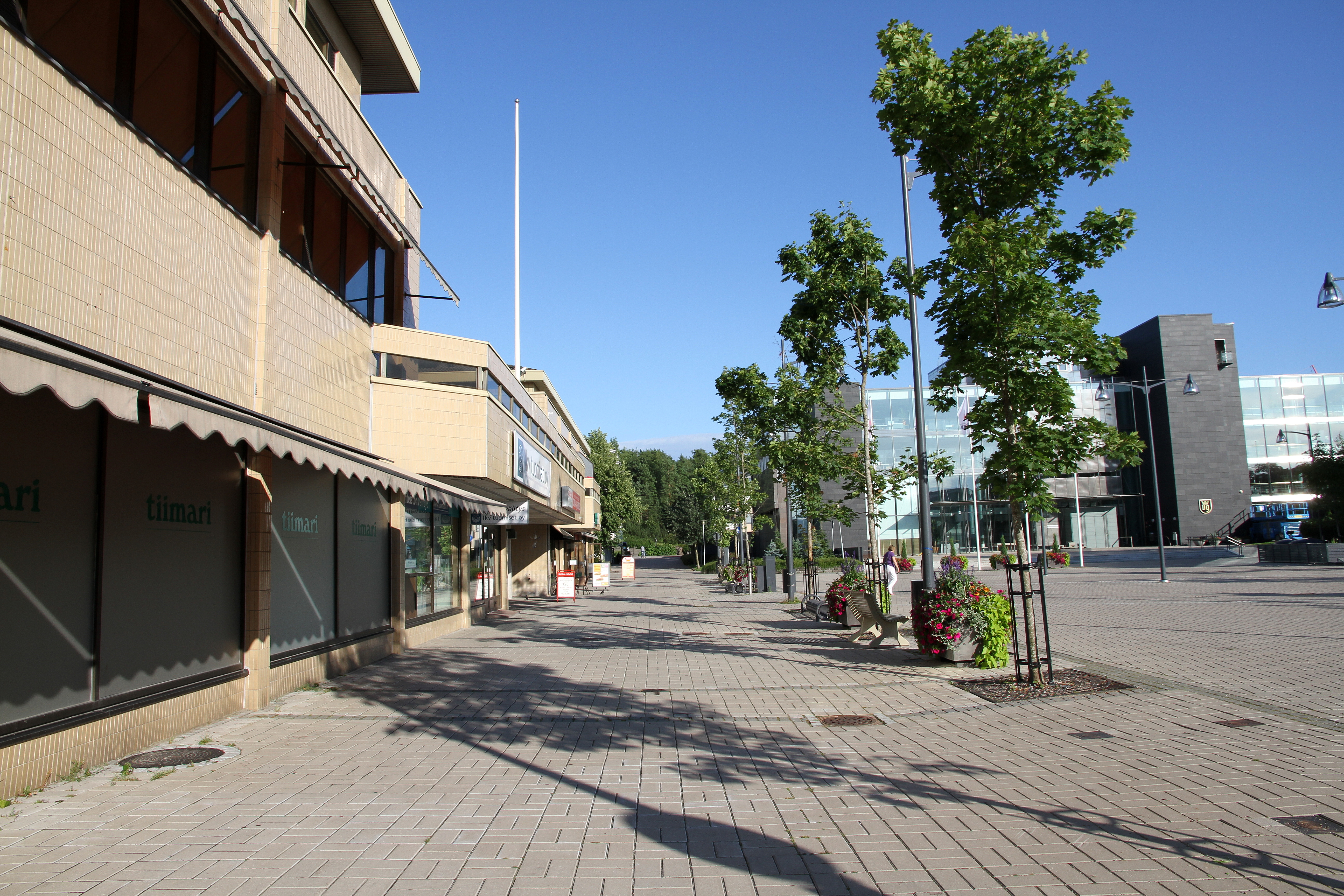
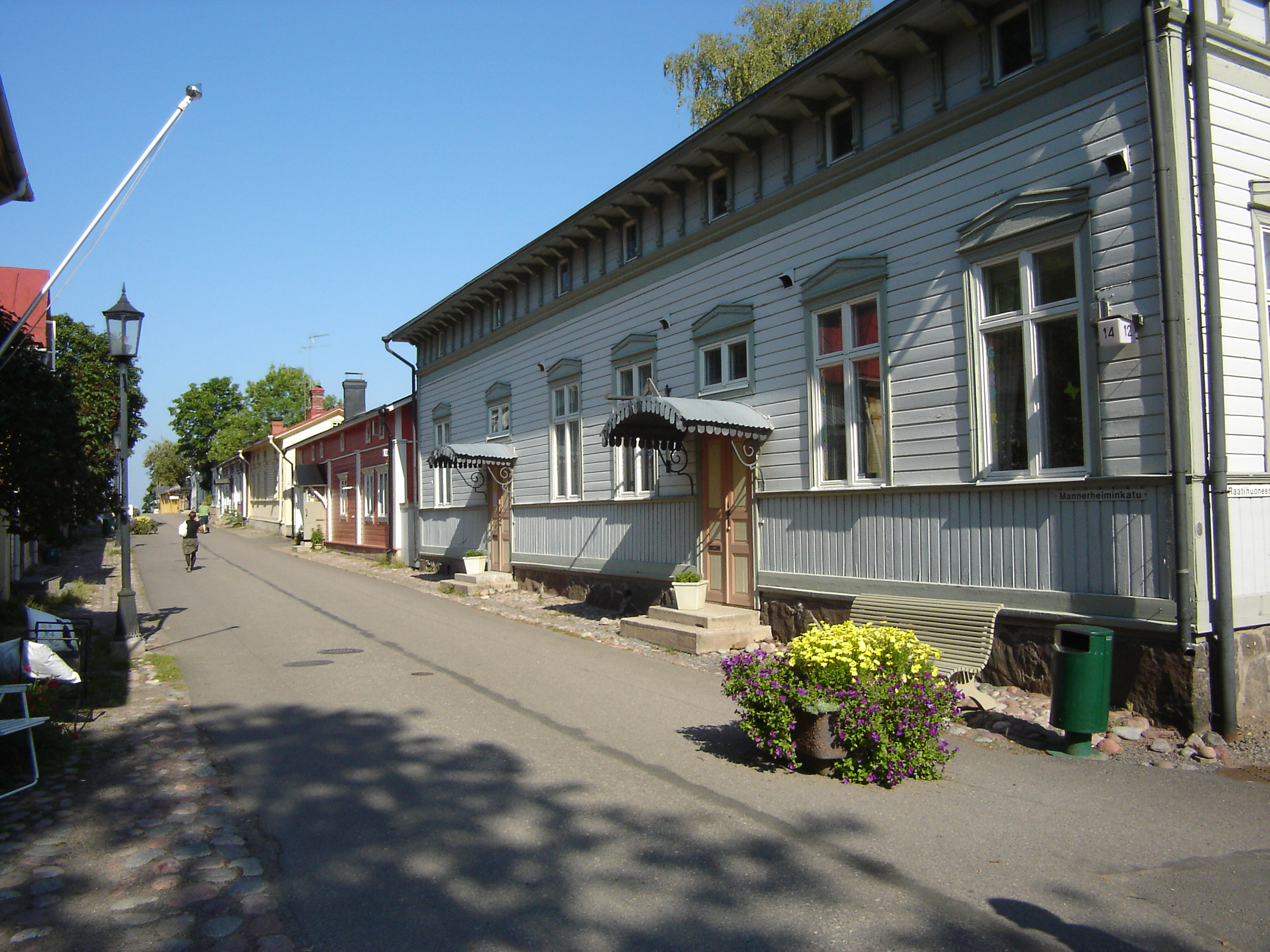
L'ancienne mairie en 2006.